# Francisco Hohenleiter Castro

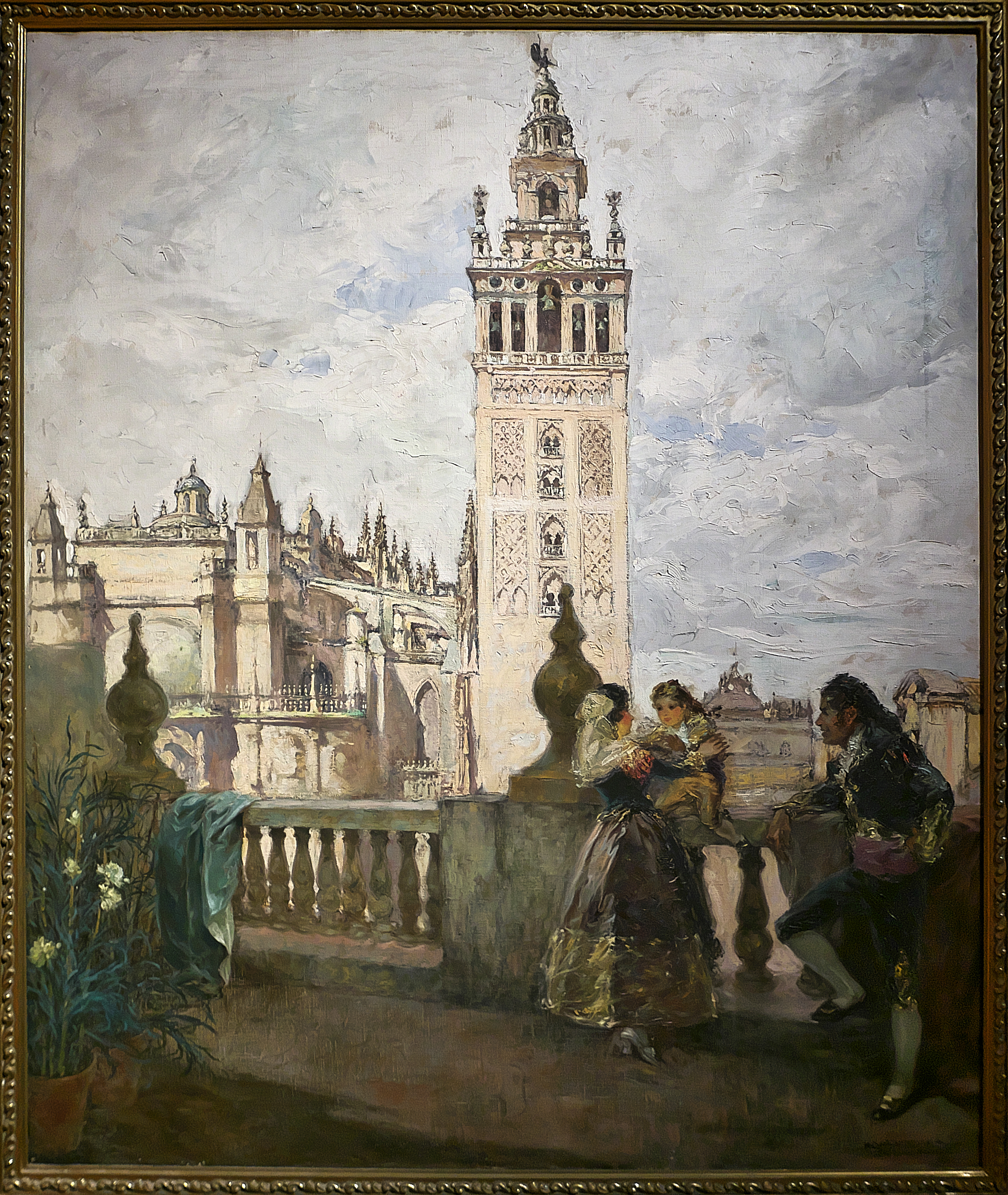
La Catedral y la Giralda, Museo Bellver

Francisco Hohenleiter y Castro (Cádiz, 24 de febrero de 1889 - Sevilla, 1968) fue un pintor e ilustrador español.

## Biografía
Se formó artísticamente en la Escuela de Arte de Cádiz, en 1918 se trasladó a Sevilla donde fijó su residencia. Muchas de sus obras siguen el estilo costumbrista con representación de escenas populares andaluzas, aunque influenciado por el modernismo. Entre sus obras pictóricas se pueden señalar los lienzos Vendimia, Vista de Sevilla, Romería del Rocío (colección Bellver) y Fiesta en el Puento de Toledo de la colección Carmen Thyssen. En su faceta de cartelista realizó el cartel de la Feria de Abril de 1934 y el de las Fiestas de Primavera de 1941, ambos encargo de la ciudad de Sevilla. También los dedicados a la Semana Santa de Málaga de los años 1931 y 1962. Como ilustrador es autor de diferentes trabajos confeccionados con fines publicitarios para las bodegas de Jerez de la Frontera, entre ellos la etiqueta del vino La espuela y de un conjunto de laminas conocida como Nazarenos de Hohenleiter, creadas para la colección de libros Sevilla y la Semana Santa, editados entre 1920 y 1930. Es autor asimismo de obras de pintura mural como las que decoraban el interior del Teatro Coliseo España (Sevilla).